# Олена Лакапінеса
Олена Лакапінеса (*Ἑλένη Λεκαπηνή, бл. 910  —19 вересня 961) — візантійська імператриця.

## Біографія
Походила з роду Лакапінів. Донька Романа Лакапіна, друнгарія флоту та Феодори. Народилася близько 910 року. У 919 році її батько здійснив заколот, захопивши владу. Того ж року було влаштовано шлюб Олени з малолітнім імператором Костянтином VII. Це було необхідно для узаконення влади Романа Лакапіна, який 920 року стає старшим імператором. Після смерті матері у 922 році стає старшою імператрицею.
Олена Лакапінеса не мала жодного політичного впливу, уся влада належала Романові I та його синам. Втім у 944 році спочатку було повалено старшого імператора, а потім братів Олени, а її чоловік став старшим, а з 945 року — єдиним імператором. З цього часу починається політична вага Олени, яка енергійно стала впливати на рішення імператора. Поступово вона здобула значну владу, в чому їй допоміг зведений брат проедр Василь Лакапін.
Імператриця Олена значну увагу приділяла пишним церемоніям, що підкреслювали велич династії та імперії. Прикладом цього є урочиста зустріч Київської княгині Ольги в Константинополі 957 року. Тому після хрещення Ольга взяла ім'я Олени.
Олена стала першою зводити за власний кошт будинки для мешканців столиці похилого віку. Водночас значну увагу приділяла освіті своїх дітей, особисто обираючи вчителів та слідкуючи за навчанням.
У 959 році після смерті чоловіка Олена мала намір зберегти вплив на молодого сина Романа, що став імператором. Втім той під впливом своєї дружини Феофано спочатку відправив до монастиря Каніклейон 5 своїх сестер, які були добре освічені й політично підготовлені, тому становили загрозу. Невдовзі слідом за цим Роман II змусив матір піти до монастиря. Олена Лакапінеса померла у 961 році.

## Родина
Чоловік — Костянтин VII Багрянородний, візантійська імператриця
Діти:
- Лев (помер молодим)
- Роман (бл. 938—963), імператор
- Зоя, черниця
- Феодора (946—після 976), дружина візантійського імператора Іоанна I
- Агата, черниця
- Феофано, черниця
- Анна, черниця